# Willy Brüderlin
Wilhelm Brüderlin –conocido como Willy Brüderlin– fue un deportista suizo que compitió en remo.
Participó en los Juegos Olímpicos de Amberes 1920, obteniendo una medalla de oro en la prueba de cuatro con timonel. Ganó cuatro medallas de oro en el Campeonato Europeo de Remo, en los años 1920 y 1921.

## Palmarés internacional
| Juegos Olímpicos   | Juegos Olímpicos         | Juegos Olímpicos | Juegos Olímpicos   |
| Año                | Lugar                    | Medalla          | Prueba             |
| ------------------ | ------------------------ | ---------------- | ------------------ |
| 1920               | Amberes (Bélgica)        | Medalla de oro   | Cuatro con timonel |
| Campeonato Europeo |                          |                  |                    |
| Año                | Lugar                    | Medalla          | Prueba             |
| 1920               | Mâcon (Francia)          | Medalla de oro   | Cuatro con timonel |
| 1920               | Mâcon (Francia)          | Medalla de oro   | Ocho con timonel   |
| 1921               | Ámsterdam (Países Bajos) | Medalla de oro   | Cuatro con timonel |
| 1921               | Ámsterdam (Países Bajos) | Medalla de oro   | Ocho con timonel   |